# Pauluskirche (Hückeswagen)

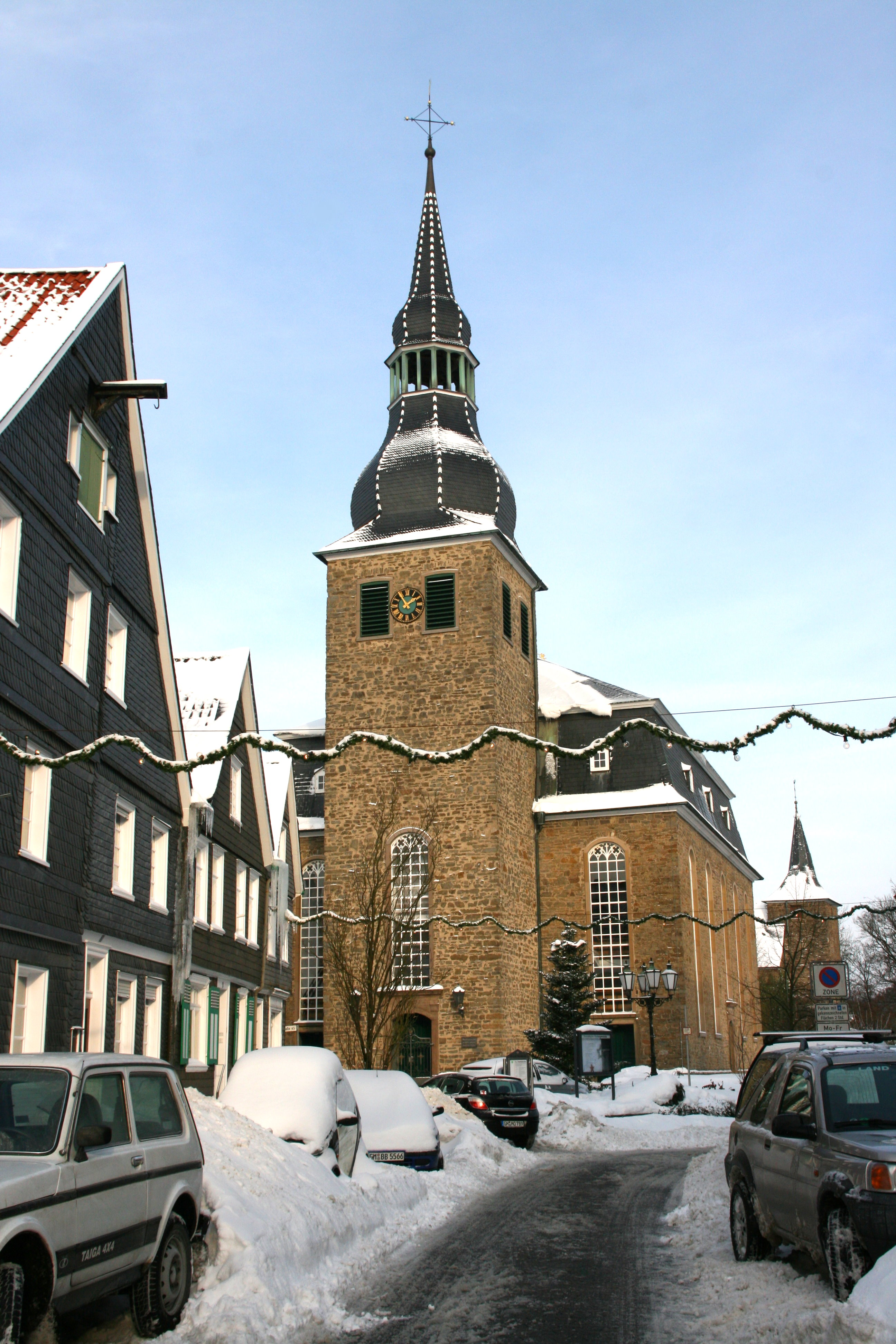
Die Pauluskirche an der Marktstraße

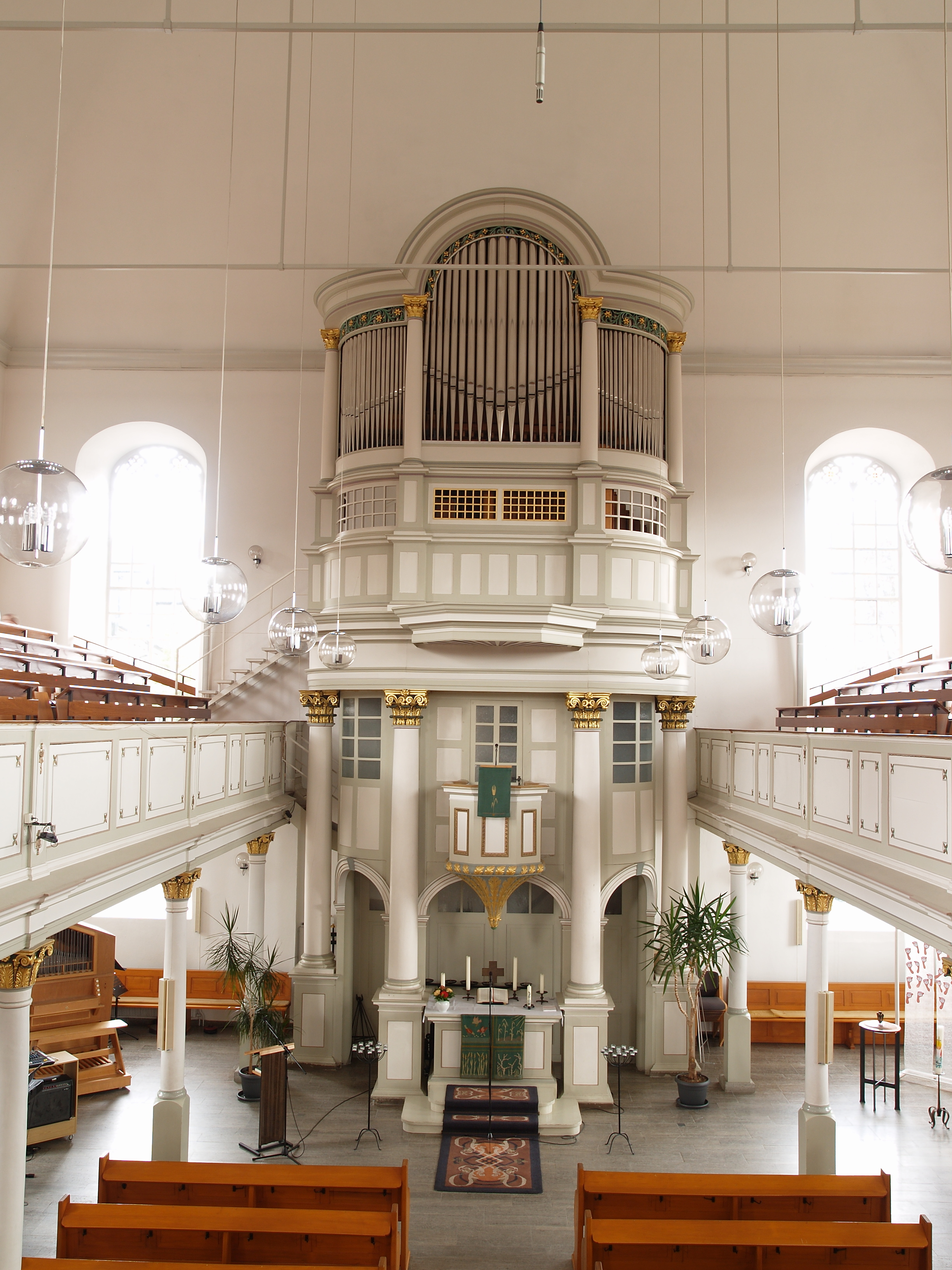
Altar, Kanzel und Orgel

Die Pauluskirche in Hückeswagen, Oberbergischer Kreis, gilt nach dem Schloss als eines der beliebtesten Postkartenmotive der Stadt. Sie ist eine von zwei Kirchen im Besitz der Evangelischen Kirchengemeinde Hückeswagen, die zum Kirchenkreis Lennep der Evangelischen Kirche im Rheinland gehört.

## Geschichte
Die Grundsteinlegung erfolgte am 26. Mai 1783 durch die reformierte Gemeinde. Forschungen lassen vermuten, dass an gleicher Stelle bereits Ende des 11. Jahrhunderts eine Kapelle gestanden hat. Seit 1297 ist die Existenz eines Gotteshauses verbrieft. Der direkte Vorgängerbau der Pauluskirche war jedoch die Nikolauskirche, die 1683 der reformierten Gemeinde zur alleinigen Nutzung übergeben wurde. Sie wurde bei einem schweren Brand 1753 derart beschädigt, dass man sich zu einem Neubau entschloss. Die Fertigstellung erfolgte im Jahr 1787, die Einweihung fand am 2. Mai 1787 statt.

### Union der evangelischen Gemeinden um 1900
Auf einem Türstein des Haupteinganges der Kirche ist auf einem Siegel ein röhrender Hirsch zu sehen. Er ist Bestandteil des Siegels der reformierten Gemeinde. Die lutherische und reformierte Gemeinde haben lange Zeit gebraucht, um zur evangelischen Gemeinde zu verschmelzen; erst im Jahr 1900 gelang es den beiden Gruppen, sich zu vereinigen, obwohl Friedrich Wilhelm III. von Preußen bereits 1817 eine Union gefordert hatte und beide Gemeinden seither zur Evangelischen Kirche der altpreußischen Union gehört hatten.

### Renovierungen 1969 bis heute
Bei der letzten großen Renovierung der Kirche 1969 bis 1974 fanden sich zahlreiche Skelette, die später wieder eingebettet wurden. Sie stammten vom Friedhof, der sich um die alte Nikolauskirche befand. Die Pauluskirche wurde nicht auf demselben Grundriss, sondern leicht versetzt errichtet. Der Turm der Kirche wurde zuletzt im Jahr 2005 saniert.

## Gebäude

### Grabstein aus dem Jahr 1617
Hinter dem Hauptportal befindet sich rechter Hand ein riesiger Grabstein. Auf Initiative des Bergischen Geschichtsvereines wurde das barocke Grabmonument aus dem Jahr 1617 von der Außenseite des Turmes nach innen versetzt und so erhalten.

### Kirchenschiff innen
Im Inneren der Kirche befinden sich Sitzbänke auf zwei Etagen. Selbst für protestantische Verhältnisse ist die Verzierung der elementaren Bauteile sehr sparsam. Lediglich die Fenster weisen im oberen Bereich ein paar Farbtupfer auf. Durch einen geeigneten Anstrich und andere bauliche Maßnahmen entstand bei der Renovierung ab 1969 eine helle und freundliche Atmosphäre.

### Glocken

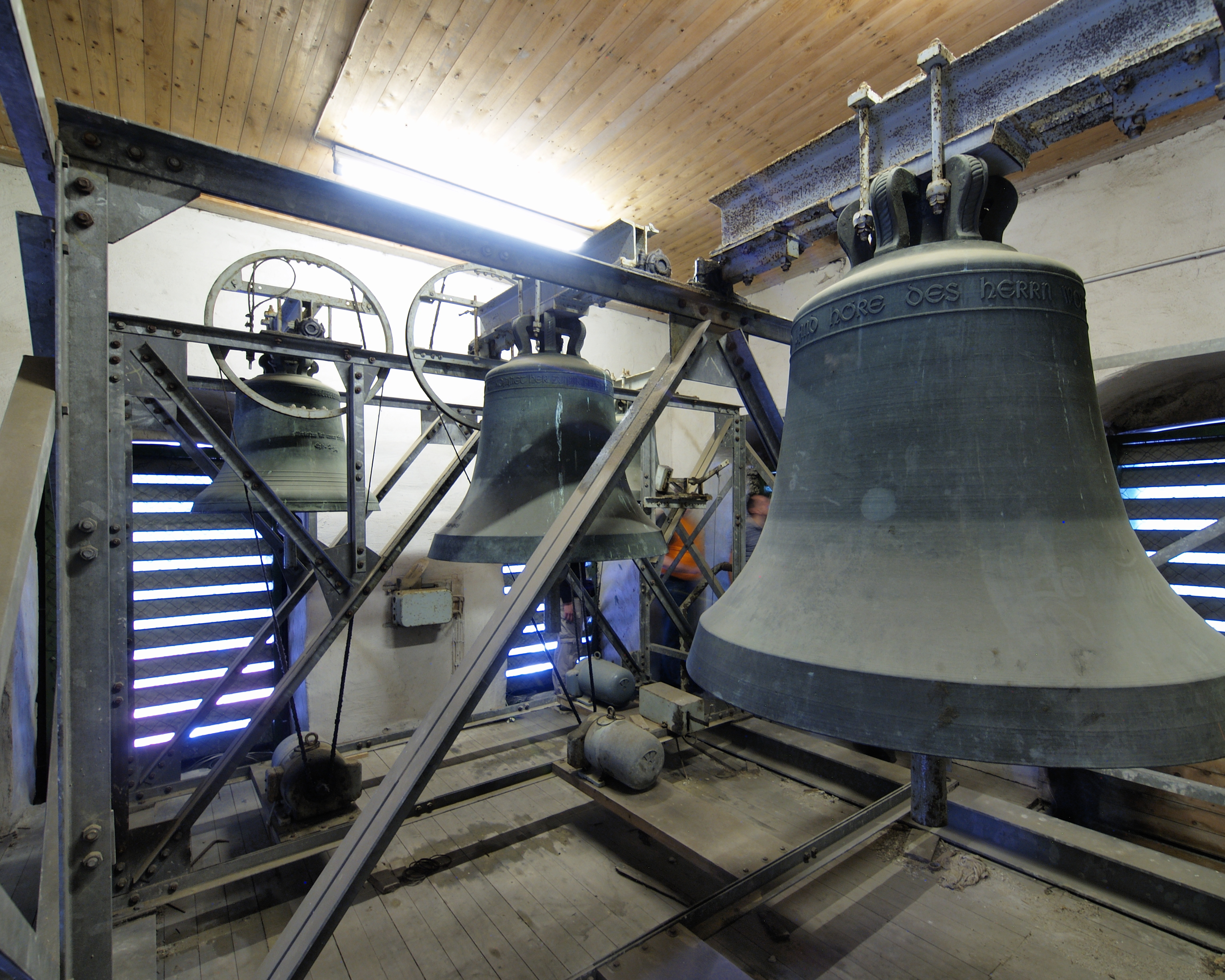
Die Glocken, links die von 1927 erhaltene

Drei der vier Glocken stammen aus dem Jahr 1954, darunter eine Glocke mit dem Spruch der Bekennenden Kirche, also der Kirche, die sich gegen das Dritte Reich gestellt hat. Die vierte Glocke stammt aus dem Jahr 1927 und wurde nicht zu Rüstungszwecken eingezogen.

### Orgel
Bei einem Festgottesdienst 1974 wurde auch die neue (mittlerweile vierte) Orgel eingeweiht.